# Великий уравнитель 2
«Великий уравнитель 2» (англ. The Equalizer 2) — американский боевик с элементами триллера режиссёра Антуана Фукуа. Является сиквелом фильма 2014 года, который в свою очередь основан на одноимённом телесериале.
Премьера фильма в США состоялась 20 июля 2018 года, в России — 6 сентября 2018 года.

## Сюжет
Бывший агент военной разведки Роберт Макколл продолжает свою борьбу с преступностью. Теперь он действует и за пределами США.
В начале фильма Макколл находит турецкого мафиози, который похитил дочь, чтобы отомстить жене.
Затем Макколл возвращается в Массачусетс, где теперь живёт.
У Макколла есть друг — старик Сэм, который пережил холокост. Сэм пытается найти свою сестру, и Роберт обещает ему свою помощь.
После Макколл провожает до такси своего близкого друга Сьюзен Пламмер — сотрудницу внешней разведки, которая отправляется на задание в Брюссель.
Однако двое неизвестных врываются в номер Сьюзен Пламмер в отеле и, преодолев её сопротивление, убивают её.
Муж Сьюзен сообщает о её смерти Роберту. Макколл начинает собственное расследование, пообещав себе отомстить за неё.
Вскоре он понимает, что виновным в смерти Сьюзен является его бывший сослуживец Дэйв Йорк, который стал работать наёмным убийцей и был замешан в убийстве глубоко законспирированного агента. Сьюзен могла его разоблачить, поэтому он и убил её.
Йорк подсылает к Роберту убийцу. Однако Макколл побеждает его, приходит домой к Йорку и говорит ему, что доберётся и до него, и до всех его сообщников.
Йорк принимает решение убить мужа Сьюзен — Брайана. Его сообщники отправляются в дом Брайана, однако появившийся Роберт спасает ему жизнь, забрав его из дома.
После этого сообщники Йорка идут домой к Роберту и находят там Майлза — парня, которому Макколл помогал. Майлз прятался в потайной комнате, но, подумав, что преступники ушли, он выходит оттуда и выдаёт себя. Майлза запихивают в багажник машины.
Йорк догадывается, где в данный момент может быть Макколл. Местом встречи оказывается небольшой городок, население которого было эвакуировано из-за штормового предупреждения.
Роберт приезжает на место, где снова вынужден вступить в схватку с прислужниками Йорка. Однако они погибают в схватке с ним один за другим.
Йорк, понимая, что почти проиграл, угрожает убить Майлза и стреляет в багажник с ним, но, благодаря Макколлу, он всего лишь ранит его в ногу.
Йорк перед этим занял позицию на высокой башне и туда забирается Роберт. После борьбы он убивает Йорка и сбрасывает с крыши.
Макколл освобождает Майлза и они вместе покидают город.
Макколл возвращается в Массачусетс. Он находит сестру Сэма, и старики встречаются после многих лет разлуки.
Майлз начинает рисовать. Он рисует картинку супергероя в автобусе — «копию» Роберта. Когда девушка спрашивает его, кто это, Майлз описывает Великого уравнителя.

## В ролях
| Актер            | Роль           |
| ---------------- | -------------- |
| Дензел Вашингтон | Роберт Макколл |
| Эштон Сандерс    | Майлз Уиттакер |
| Педро Паскаль    | Дэйв Йорк      |
| Мелисса Лео      | Сьюзен Пламмер |
| Билл Пуллман     | Брайан Пламмер |
| Джонатан Скарф   | Режник         |
| Кази Таугинас    | Ари            |
| Гарретт Голден   | Ковак          |
| Орсон Бин        | Сэм Рубинштэйн |
| Сакина Джаффри   | Фатима         |

## Производство
24 февраля 2014 года, за семь месяцев до выхода первого фильма, было объявлено о планируемом сиквеле, сценарий к которому вновь напишет Ричард Уэнк.
Sony официально объявило о продолжении первого фильма с Дензелом Вашингтоном в роли Роберта Макколла. В течение августа был подтверждён актерский состав. Педро Паскаль был выбран на неизвестную роль.
Съёмочный период стартовал 14 сентября 2017 года в Бостоне, штат Массачусетс. Помимо этого, съёмки проходили в городе Линн и Маршфилд, штат Массачусетс.

## Критика
Фильм получил смешанные оценки кинокритиков. На сайте Rotten Tomatoes у картины 51 % положительных рецензий на основе 180 отзывов со средней оценкой 5,6 из 10. На Metacritic — 50 баллов из 100 на основе 43 рецензий.